# Husaynita de Tunísia
La dinastia husaynita, husainita o husseinita (àrab: الحسينيون, al-ḥusayniyyūn) fou la nissaga que va governar Tunísia del 1705 al 1957.

## Fundació
La nissaga va fundar al-Husayn I ibn Ali que es va proclamar bei a la mort del bei Ibrahim al-Sharif en la lluita contra els algerians 1705 i fou reconegut com a regent i governador el 1708 pel govern otomà. La successió hereditària per primogenitura es va establir el 1710 en una assemblea de caps militars.
Husayn ibn Ali fou enderrocat pel seu nebot Ali I que fou proclamat el 7 de setembre de 1735 amb el suport dels algerians. Va conquerir Kairuan el 25 de maig de 1740 capturant al seu oncle al que va executar. El 1741 va tenir diferències amb França per l'afer de la Companyia d'Àfrica. Va governar fins al 1756 sense problemes fins al 1752 quan es va revoltar el seu fill Yunus (sense èxit), i el 1756 (agost) quan es va revoltar el seu cosí Muhammad ibn al-Husayn al-Rashid que amb el suport dels algerians va derrotar a les tropes indígenes reclutades per Ali en lloc dels antics geníssers turcs i va entrar a Tunis el 22 de setembre de 1756; els algerians van saquejar la ciutat. A Muhammad el va succeir el 1759 el seu germà Ali II (Ali Bey ibn al-Husayn) que va tornar a reclutar els soldats al Llevant. Ali només fou reconegut com a governador per la Porta però igual que els altres va gaudir d'una completa autonomia; el bei podia signar tractats amb les potències estrangeres i la Porta no interferia en cap aspecte de l'administració. El 1769-1770 es va enfrontar a França per l'annexió de Còrsega i pel monopoli de la pesca de corall, però amb la mediació del gendre del primer ministre Mustafà Khodja es va poder solucionar satisfactòriament i en endavant un cònsol general francès es va establir al país.
El 9 de febrer de 1777 Ali va deixar el poder (excepte algunes funcions cerimonials) al seu fill Muhammad ibn Ali conegut com a Hammuda Paixà. Es va enfrontar a Venècia amb la que va estar en guerra del 1784 al 1792; els venecians van bombardejar Sussa i la Goulette; després va entrar en conflicte amb Algèria que va envair territori tunisià el 1807 i altre cop el 1813. En política interior es va enfrontar als geníssers als que va poder sotmetre amb el suport de Sidi Yusuf, guarda-segells (sahib al-tabi) del bei, que feia les funcions de primer ministre (1800-1815) i va acabar suprimint el cos militar el 1811. Va construir el palau de la Manouba (Mannuba). A la seva mort el 15 de setembre de 1814 va regnar breument el seu germà Uthman ibn Ali (setembre a novembre) i després Mahmud ibn Muhammad, fill de Muhammad al-Rashid, que va retornar al govern a la seva branca assassinat al seu antecessor i va governar deu anys; va tornar al reclutament de geníssers, per fer front als atacs dels algerians encara que finalment va ajustar la pau amb el governador d'Alger el 1821. Degut a les pressions (i amenaces) de les potències europees va haver de suprimir la corsa seguint els dictats del Congrés de Viena (1815) i sobretot del Congrés d'Aix-la-Chapelle (1819), cosa que va afectar greument a l'economia del país.
A la seva mort el 29 de març de 1824 el va succeir el seu fill al-Husayn II ibn Mahmud, que va donar suport a l'Imperi Otomà en les diverses fases de l'anomenada qüestió d'Orient. La participació tunisiana va acabar amb la destrucció de la seva flota a Navarino el 1827. Va voler intervenir militarment a la Tripolitana després dels incidents al territori entre 1832 i 1835, però la Porta va imposar l'administració provincial directe i va tallar de soca-rel la seva pretensió.
A la seva mort el 20 de maig del 1835 el va succeir el seu germà Mustafà ibn Mahmud que va governar només dos anys morint el 10 d'octubre de 1837; va pujar al govern el seu fill Ahmad I ibn Mustafà que va estar en conflicte amb el govern otomà que volia limitar l'autonomia tunisiana. L'Imperi Otomà tenia el suport britànic i el bei Ahmad tenia el de França; el conflicte diplomàtic es va solucionar finalment i el bei va rebre els títols de wali i mushir i va deixar de pagar el tribut que la Porta reclamava, però els deys van quedar subjectes a firmans imperials de confirmació del càrrec; després Ahmed va enviar tropes per participar en la guerra de Crimea al costat dels otomans. En política interior va introduir diverses reformes i va fer diverses obres públiques que el van portar a un gran endeutament extern i a un aixecament dels impostos; aquesta deute va beneficiar a alguns homes de negocis europeus i sobretot al seu primer ministre i ministre de finances Mustafà Khaznadar (1837-1873). Ahmad va declarar l'abolició de l'esclavatge i la supressió de l'estatut que mantenia als jueus en situació d'inferioritat.
Ahmad va morir el 30 de maig de 1855 i el va succeir el seu cosí Muhammad II ibn al-Husayn (II), partidari declarat de les reformes interiors, i va establir l'impost de la madjba o capitació, promulgant el 10 de setembre de 1857 el Pacte Fonamental que seguia l'exemple del Khatt-i hümayun de l'Imperi Otomà del 1856, i que establia la llibertat de culte i de comerç i la igualtat davant la llei, i permetia als estrangers adquirir propietats al país i desenvolupar qualsevol activitat econòmica.
Va morir el 22 de setembre de 1859 i el va succeir el seu germà Muhammad III ibn al-Husayn, conegut com a Muhammad al-Sadik, també obert partidari de les reformes, que el 1860 va reformar l'administració seguint el model europeu i el 1861 va promulgar la primera constitució o destur (dustur) que establia la monarquia hereditària sota el bei, assistit per un consell legislatiu de 60 membres, i s'establien tribunals regulars. L'economia del país estava propera a la bancarrota per les malversacions del gran visir Mustafà Khaznadar, i el 1863 va haver de contractar un emprèstit al banquer Erlanger a un tipus d'interès altíssim, que no tenia els mitjans de retornar i va haver de doblar l'impost de capitació el que va provocar el 1864 l'aixecament de les tribus del centre del país seguida de la revolta de les viles del Sahel tunisià, sota la direcció d'Ali ibn Ghadaham; les forces lleials van poder ofegar la revolta. El 1865 el bei va contractar un nou emprèstit a un tipus d'interès idèntic a l'anterior; el 1869 l'estat va fer fallida i va haver d'autoritzar la creació d'una comissió financera internacional formada per representants de França, Gran Bretanya i Itàlia i de la mateixa Tunísia; aquesta comissió va desemmascarar l'actuació de Mustafà Khaznadar i el seu enriquiment fraudulent.
El 22 d'octubre de 1873 fou nomenat un nou gran visir en la persona de Khair al-Din Pasha; aquest era partidari d'un acostament a l'Imperi Otomà, però va trobar l'oposició de França i Itàlia, i va ser substituït el 21 de juliol de 1877 per Muhammad Khaznadar. França presentava les majors ambicions i una vegada signat el Tractat de Berlín (1878), no va dubtar en intervenir, tot i els esforços italians per retardar el procés. Mustafà ibn Ismail va ser nomenat gran visir el 24 d'agost de 1878 i va tractar de contemporitzar amb els francesos però aquestos, amb l'excusa d'una incursió de tribus tunisians dels krumirs a Algèria, van decidir el 4 d'abril de 1881 una expedició de càstig contra Tunísia. Muhammad al-Sadik va oferir tota mena de disculpes i satisfaccions; l'Imperi Otomà, que conservava l'alta sobirania, va protestar. Però els francesos no va escoltar res i el 12 de maig de 1881 les tropes arribaven al Bardo. El bei va haver de signar el tractat del Bardo o de Kassar Said, pel qual transferia a França els afers exteriors i acceptava la presència a Tunis d'un ministre resident francès. El 12 de setembre de 1881 Muhammad Khaznadar tornava a ser gran visir. El 22 d'octubre de 1882 va morir el bei Muhammad i el va succeir el seu germà Ali Muddat ibn al-Husayn que va nomenar gran visir a Aziz Buattour (octubre de 1882).
La convenció de la Marsa de 8 de juny de 1883 amb França va establir de facto el protectorat. En endavant els beis ja no van gaudir de poder efectiu. Ali Mudat va morir l'11 de juny de 1902, i el van succeir Muhammad IV al-Hadi (1902-1906), Muhammad V al-Nasir conegut com a Naceur Bey (1906-1922), Muhammad VI al-Habib (1922-1929) i Ahmad II ibn Ali (1929-1942) dels quals el més destacat fou Naceur Bey que va afavorir l'activitat del moviment Destur (Constitució) en favor de la participació dels tunisians en la vida política, moviment que el 1934 va esdevenir el Neo Destur sota la direcció de Habib Burguiba (o Abu Kukayba).
Durant la II Guerra Mundial el bei Muhammad VII al-Munsif conegut com a Munsif Bey (1942-1943) es va posar al capdavant del moviment nacionalista el que li va costar, quan els aliats van conquerir Tunis, ser obligat a abdicar (15 de maig de 1943) i substituït pel seu cosí Muhammad VIII al-Amin conegut com a Lamine Bey, que no tenia l'energia i el nacionalisme del deposat; al final de la guerra la iniciativa política va retornar a Habib Bourguiba que tornava a estar actiu després de ser alliberat, i encara que va haver de fugir a Egipte el 1946, els caps dels Neo Destur van mantenir l'activitat nacionalista. Després del 1950 el bei va adoptar oficiosament el títol de rei.
El 1952 el bei va intentar oposar-se a les exigències franceses sense gaire convenciment, però la seva resistència passiva i l'acció del Neo Destur va obligar els francesos a concedir l'autonomia interna (3 de juny de 1955) i finalment la independència el 3 d'agost de 1956. El dia 20 de març de 1956 l'assemblea va concedir al bei el títol de rei però després de la independència fou privat de tot poder i les seves facultats de govern transferides al primer ministre. El 25 de juliol de 1957 l'assemblea nacional va declarar la deposició de la dinastia husaynita i l'establiment de la república. Per un temps curt el bei va quedar en residència vigilada a Tunis però aviat va poder gaudir de total llibertat de moviment. Lamine Bey va morir el 1962.

## Llista de beis
A continuació es mostra una llista cronològica amb els beis i el seu període de govern:
- al-Husayn I ibn Ali al-Turki 1705 - 1735
- Ali I 1735-1756
- Muhammad I al-Rashid ibn Ali 1756-1759
- Ali II ibn Husayn 1759 - 1777
- Muhammad ibn Ali (Hammuda Paixà) 1777-1814
- Uthman ibn Ali 1814
- Mahmud ibn Muhammad 1814-1824
- al-Husayn II ibn Mahmud 1824-1835
- Mustafà ibn Mahmud 1835-1837
- Ahmad I ibn Mustafà 1837-1855
- Muhammad II ibn al-Husayn 1855-1859
- Muhammad III al-Sadik 1859-1882
- Ali Muddat ibn al-Husayn 1882 - 1902
- Muhammad IV al-Hadi 1902 - 1906
- Muhammad V al-Nasir (Naceur Bey) 1906 - 1922
- Muhammad VI al-Habib 1922 - 1929
- Ahmad II ibn Ali 1929 - 1942
- Muhammad VII al-Munsif 1942 - 1943
- Muhammad VIII al-Amin (Lamine Bey) 1943 - 1957 (rei 1956-1957)